# Martin de Redin
Martin de Redin (Pamplona, 1590 – La Valletta, 6 febbraio 1660) è stato Gran Maestro dell'Ordine di Malta dal 1657 fino alla sua morte.

## Biografia
Durante il suo periodo di regno, vennero costruite tredici torri costiere d'avvistamento, come la Torre di San Giuliano, attorno all'Isola di Malta per creare una linea di difesa e di comunicazione attorno all'isola.
Grazie ai suoi ottimi rapporti con la reggenza di Sicilia, inoltre, Martin de Redin riuscì a ridurre le tasse di importazione ed a consentire un maggior afflusso di beni verso Malta, aumentando anche il benessere degli abitanti delle isole.
Alla sua morte venne sepolto nella Concattedrale di San Giovanni a La Valletta.